# ストローポール
ストローポール（英語：straw poll）は、国連事務総長選の候補を絞り込むために安全保障理事会が行う非公式投票のことである。非公開で行われ、最初の段階では常任理事国5カ国、非常任理事国10カ国とも同じ投票用紙を使うが、候補を絞り込んだ段階では常任理事国だけ別の用紙を使用する。拒否権を持つ常任理事国のうち1カ国でも反対した候補は自動的に脱落することになる。
また、米大統領選でも同名の疑似投票があり、共和党が選挙前年に大統領候補を絞り込むため実施している。英語のストロー(straw)は「前兆」や「風向き」を表す意味を持ち、政治家の人気を知るための世論調査や非公式投票をストローポールという。
アメリカの海外領土グアムは、大統領選挙の投票権を有していないにもかかわらず、すべての大統領選挙でストローポールが行われるが、選挙結果には反映されない。